# L'infedeltà delusa
L'infedeltà delusa (título original en italiano; en español, La infidelidad burlada, Hob. 28/5) es una burletta per musica operística con música de Joseph Haydn y libreto en italiano de Marco Coltellini, quizá reelaborado por Carl Friberth quien también participó en la primera representación. 

## Historia de la representación
La representación más antigua documentada, que puede haber sido el estreno, fue en Eszterháza el 26 de julio de 1773. Era el santo de la Princesa viuda Estaházy y esta fecha está en el libreto impreso. Se repuso para la visita de la emperatriz María Teresa el 1 de septiembre de 1773, y de nuevo el 1 de julio de 1774.
La Ópera clásica de Bampton representó esta ópera en 2004 y 2005, en inglés.
Esta ópera se representa poco; en las estadísticas de Operabase aparece la n.º 203 de las óperas representadas en 2005-2010, siendo la 30.ª en Austria y la segunda de Haydn, con 14 representaciones en el período.

## Personajes
| Personaje                                                          | Tesitura | Elenco del estreno, 26 de julio de 1773 (Director: - ) |
| ------------------------------------------------------------------ | -------- | ------------------------------------------------------ |
| Vespina, una joven decidida, hermana de Nanni, enamorada de Nencio | soprano  | Maddalena Friberth                                     |
| Nanni, un campesino, enamorado de Sandrina                         | bajo     | Christian Specht                                       |
| Sandrina, una muchacha sencilla, enamorada de Nanni                | soprano  | Barbara Dichtler                                       |
| Filippo, un viejo campesino, padre de Sandrina                     | tenor    | Carl Friberth                                          |
| Nencio, un granjero adinerado                                      | tenor    | Leopold Dichtler                                       |

## Argumento
La ópera se ambienta en el campo toscano.

### Acto I
Filippo, y los hermanos Nanni y Vespina, y el rico granjero Nencio admiran la belleza de la tarde estival. Filippo está cerrando un trato con Nencio. Entra Sandrina, la hija de Filippo, los otros la dejan a solas con su padre, quien le dice que le ha encontrado marido. Ella protesta que sólo ama a Nanni pero Filippo rechaza la idea de que ella se case con un hombre pobre. Cuando Nanni llega, Sandrina está triste, y dividida entre su amor por él y el respeto hacia su padre. Nanni jura vengarse de Filippo y el hombre elegido para ser el marido de Sandrina.

En una habitación en casa de Nanni y Vespina; Vespina canta el dolor del amor pero anhela sus placeres. Ella revela que está enamorada de Nencio, cuyo comportamiento la deja confundida. Nanni le dice que Nencio desea casarse con Sandrina y ambos juran venganza.

En el exterior de la casa de Filippo, Nencio canta una serenata a Sandrina. Vespina y Nanni escuchan mientras él pide a Filippo que le envíe a Sandrina. A pesar de las lágrimas de Sandrina, Nencio dice que se casará con ella, pase lo que pase. Vespina entra y lo abofetea; Nencio y Filippo rechazan cambiar de opinión, Vespina y Nanni están furiosos mientras que Sandrina lamenta la situación en que se encuentra.

### Acto II
Vespina se ha disfrazado de anciana, de manera que cuando Filippo y Sandrina salen de la casa ella les dirá que Nencio está casado en secreto pero que abandonó a su hija. Filippo, enfadado con la supuesta duplicidad de Nencio lanza insultos al infiel. A Nencio, que se queda perplejo con esto, se le acerca Vespina esta vez disfrazada como una criada alemana que dice que su amo, un marqués, se llevará a Sandrina de esposa. Nencio piensa que él ahora comprende la razón del enojo de Filippo, pero Vespina reaparece ahora como el Marqués de Ripafratta, diciendo que aunque él prometió casarse con Sandrina no se casará por debajo de su rango y por lo tanto la engañará para que se case con uno de sus pinches de cocina. Nencio se queda encantado con la humillación que prevé para Filippo y se ofrece como testigo. Vespina asegura a Nanni que sus trucos triunfarán.

Filippo está encantado ante la perspectiva de que Sandrina se case con un marqués, pero su hija dice que ella quiere amor, no lujos. En su cuarto disfraz, Vespina entra como un notario, acompañada por Nanni disfrazado de criado y Nencio. Se firma ante testigos un contrato de matrimonio. Cuando se quitan los disfraces, se ve a Sandrina casada con su amado Nanni. Vespina confiesa sus trucos, Filippo acepta el resultado y Vespina está ansiosa de la boda con el escarmentado Nencio.

## Contexto histórico-artístico.
Esta "burletta per musica" es un claro compromiso con la verdad dramática a través de un estilo enérgico con elementos cómicos y dramáticos en todos sus matices. Haydn va más allá del lenguaje galante de la típica comedia de enredo y proyecta una ópera intensa y vehemente, salpicada de momentos hilarantes y desvergonzados, pero también de momentos apasionados desesperados y también amargos que la llenan de humanidad y de verdad, situando a esta música en un plano de rabiosa vanguardia y modernidad.
“L’infedeltà delusa” está compuesta en plena época del “Sturm und drang” de los años 70, movimiento literario revolucionario que rompe definitivamente con el racionalismo y el neoclasicismo, es una literatura subjetiva y romántica atormentada de gran fuerza dramática. La ópera es anterior en un año a la gran novela de este estilo “Las penas del joven Werther” de Goethe de 1774.
El hecho de que esta ópera tenga una fecha tan temprana como 1773 nos da una idea del enorme interés de Haydn por las nuevas corrientes estéticas de vanguardia y de sus inquietudes literarias. Esta influencia del "Sturm und drang" es evidente a lo largo de todo el 1º acto, arrebatador y de tinte principalmente dramático. El 2º acto, en contrapartida, es predominantemente cómico, se trata pues de una obra en claroscuro, estructurada en base al contraste extremo, muy cultivado por el autor (sonata n.º 36 en Do # menor , sinfonía n.º 70 en re mayor, Sinfonía n.º 83 en re menor, por ejemplo). De ahora en adelante introducirá como novedad el “accompagnato” en estilo “parlato” con desarrollo temático para su género favorito, el “Dramma Giocoso” o "semi-serio" que será el predominante en sus nuevas producciones.
Destacan en esta obra los conjuntos vocales, poco usuales en las óperas bufas de la época, y, aunque hay precedentes interesantes como "Le Nozze di Dorina" de Galuppi, aquí adquieren un relieve sorprendente por su novedosa elaboración temática y su proyección sinfónica: Desde el magistral quinteto inicial “Bella sera” tras la Obertura, se suceden un potente y dramático duetto “Son disperato” y dos quintetos más, correspondientes a los dos finales de acto, “O piglia questa” y “Nel mille settecento”, magistrales anticipaciones de los grandes finales de naturaleza sinfónica de sus óperas de madurez.
Las arias que se alternan a ritmo vivaz y muy teatral cubren todos los registros expresivos imaginables, muestra del imbatible ingenio del autor en el terreno lírico. Cuando Mozart dijo de Haydn que nadie como él sabe hacernos reír como niños y conmovernos hasta las lágrimas…bien se podría referir a esta joya operística, en la que se suceden páginas de extrema comicidad y de humor hilarante hasta momentos de profunda desolación y dramatismo.
Detrás de todo este entramado musical subyace una profunda espiritualidad y humanidad, Haydn mismo fue víctima en primera persona de las normas sociales y morales del s.XVIII que impedían que dos enamorados pudieran unir sus vidas libremente, ya que estaban sujetos a condicionantes de todo tipo:  capacidad económica, orden de emancipación que empezaba obligatoriamente por la hija mayor hasta la menor, autoridad paterna, condicionantes que le condujeron a él y a Mozart a casarse con la mujer a la que en principio no amaban, (en el caso de Haydn, ni al principio ni al final, por más que lo intentó).
El de Haydn es un teatro de carne y hueso revolucionario, en el que chocan las pasiones y los intereses, dando lugar a conflictos que desembocan en el sufrimiento de los amantes. La pintura de personajes, como siempre en el genio de Rohrau, es de una gran agudeza e introspección, en este caso son gente pobre del campo con las que Haydn siempre se identificaba, creando retratos de gran verdad y dimensión humana en sus contradicciones y auténticos en su espontaneidad.
El libreto, magnífico, al parecer de Marco Colltelini, fue seguramente adaptado y modernizado por su gran amigo Carl Friberth, cantante y libretista de la compañía de teatro que contrató el príncipe Nicolas Esterházy, que se convertiría en su "Lorenzo Da Ponte" particular, adaptando y modernizando los libretos de partida a la genialidad de Haydn, su capacidad dramática y su enorme energía. El destino quiso que el texto de Coltellini - Friberth llegara a manos del gran genio austríaco para hacerle justicia y elevarlo a una nueva dimensión.

## La música
La obertura en Do mayor ya marca el ritmo trepidante de la obra, está construida en dos partes, un Allegro inicial de gran nervio y energía y un Adagio en sol mayor que prepara el ambiente rural en el que transcurre la acción, permitiendo que comience el movimiento escénico y, a su vez, enlaza  con el magnífico quinteto “Bella sera” que abre el 1º acto, número de gran factura en el que participan activamente los instrumentos de viento-madera en un ambiente aparentemente apacible, ya que, en su parte central ya se desvelan sutilmente las intrigas entre los personajes.
El aria “Quando viene a far l´amore” retrata a la perfección a Filippo, el padre autoritario de Sandrina, a la que quiere casar con un rico de la comarca, Nencio, a su vez enamorado de Vespina. Un melodismo de color austríaco se combina con oscuras armonías amenazantes.
Tras un recitativo reflexivo de Sandrina (hija de Filippo), irrumpe la novedosa “Che imbroglio è questo” a la manera de un recitativo acompañado con pausa dramática y cadencia vocal, un aria de soprano de gran agitación con súbitos estallidos en tono menor, sorprendentes modulaciones y grandes pausas típicas de Haydn que aumentan la tensión. Este aria junto con la siguiente de Nanni son muy representativas del espíritu “Sturm und drang”.
Entra el humilde Nanni desesperado y entona “Non v’é rimedio” uno de los momentos cumbres de la partitura, un aria llena de vehemencia e intensidad  pre-romántica (con sorprendentes cromatismos y una tesitura por momentos extremadamente grave para el tenor apoyado en las trompas con notas pedales de efecto siniestro), en la que la idea del suicidio es descrita en un arrebatado pasaje de las cuerdas.
Tras este crescendo continuo de la acción, llega sin recitativo previo la primera aria de Vespina "Come piglia si bene la mira", el gran personaje de la ópera; es un momento de reposo y cierta tristeza en el que la  hermana de Nanni reflexiona sobre la naturaleza agridulce del amor. Destacar de esta bella aria las hermosas líneas melódicas, la descripción milimétrica por parte de la orquesta de cada palabra del texto que interpreta la soprano y el emotivo final.
Un breve recitativo precede a la entrada desesperada de Nanni, que de nuevo eleva la tensión dramática en un portentoso duetto con Vespina, en el que las voces y la orquesta llegan a un clímax dramático impropio de una ópera bufa.
De nuevo Haydn encadena otro número sin recitativo previo, como si el escenario estuviera dividido en dos decorados paralelos. Se trata del aria- serenata de Nencio bajo la ventana de Sandrina en la que torpemente intenta conquistarla denostando a la mujer de ciudad, fría y embustera, en contraposición con la del mundo rural. Haydn con su irresistible sentido del humor y su ironía escribe una serenata destartalada y anti-romántica, en la que el protagonista será incapaz de entonar una sola frase dulce para conquistar el amor. Hacia el final de la pieza y para compensar tanto despropósito, el genio de Rohrau se ha guardado una carta bajo la manga y nos sorprende con un giro armónico antológico, una doble modulación enarmónica de una belleza incomparable con la que concluye esta atípica serenata.
Un último recitativo deriva en una fuerte discusión que desemboca en el Finale trepidante del 1º acto. La ciencia de Haydn para elaborar los finales de acto es incomparable, está estructurado en dos secciones en las que cada personaje canta en un registro propio, contrastando y alternando con los demás sobre un contrapunto musical endemoniado y a un ritmo frenético. Se consigue así el efecto de explosión final que libera toda la energía acumulada a lo largo del acto. En esta página Haydn demuestra estar especialmente dotado para la gran Comedia Italiana que requiere un pulso dramático y un ritmo musical frenéticos, sorprende el carácter tan fogoso y apasionado del Haydn lírico.
2º acto.
Aquí comienza verdaderamente la comedia en la que domina Vespina en registros verdaderamente variopintos, desde la tristeza hasta la comicidad máxima y el histrionismo, sin perder en ningún momento su humanidad; Haydn logra con esta Vespina un personaje antológico.
El recitativo “O fratel mio” abre el acto en tono cómico con intervenciones de la orquesta para subrayar los momentos de parodia, y nos prepara magistralmente a la desternillante aria “ho un tumore in un ginocchio” que requiere de grandes dotes de actriz por parte de la cantante. La música resalta todas las inflexiones del texto ayudando a la sobreactuación que requiere este número tan divertido que demuestra el talento teatral inigualable de Haydn para la comedia.
Tras el recitativo “Che ne dite? Ehi Filipo!” llega el aria de Filipo “Tu Sposarti alla Sandrina?”, un plato fuerte de la ópera, con sus trompas y timbales esta estupenda aria describe todo el proceso anímico del personaje, es imponente y cómica a la vez, resulta inolvidable la descripción musical del texto en las alusiones a los vicios, los pecados, la inmisericordia, las murmuraciones de la gente de pueblo, etc.
Comienza esta aria tripartita A -B –A’ en un arrebato de fuerza con toda la orquesta al completo a la manera de un recitativo impetuoso con sus pausas correspondientes, (esquema parecido al del aria de Sandrina “Che imbroglio è questo)” del 1.º acto, que nos da una idea de como Haydn transforma continuamente la forma sin perder la cohesión dramática. El aria es muy contrastada, con pasajes casi coléricos hasta partes de gran lirismo, rozando el patetismo y la parodia. Llama la atención el registro tan agudo para el tenor con su dificultad de ejecución.
El recitativo “Che faccenda è cotesta?” nos prepara a una de las arias más provocadoras y desvergonzadas de esta ópera, se trata de  “Trinche vaine allegramente” con Vespina travestida de criado alemán y expresándose en un divertido dialecto local, medio alemán, italiano y patois, está escrita en compás de 6/8 y es de carácter rural caricaturesco, resulta muy original con sus contratiempos, sus frases abruptas y sus caprichosas modulaciones.
El recitativo “Ora ho scoperto tutto” es un cómico recitativo con Vespina de nuevo travestida en un supuesto Marqués de Ripafratta. Le sigue al aria de venganza de Nencio “Oh che gusto!”, en la que la música comienza una vez más a la manera de recitativo con cadencia vocal. El aria resulta casi onomatopéyica y retrata a la perfección a este personajillo engreído, grosero y maleducado, con sus risotadas y su lenguaje soez, aquí Haydn se emplea a fondo para trasladar a la música todos los términos escatológicos del texto, que a veces parece un trabalenguas, rozando el límite de lo políticamente correcto, pero sin caer en el mal gusto gracias a su sentido del humor y su frescura inventiva.
La escena “Vieni, sbrigati Nanni” con el aria “Ho tesa la rete” supone un acertado cambio de ritmo, un momento de sosiego en el que aflora el lado humano de Vespina con sus sentimientos y sus temores sobre el plan trazado que está a punto de culminar. Es una música serena y luminosa en mi mayor de bella factura vocal y refinada orquestación.
“Tira in qua quella tavola” es la segunda intervención de Sandrina y el Aria “È la pompa un grand’ imbroglio” su última como solista, muy diferente de carácter a la del primer acto. Aquí hay cierta pomposidad, para ello Haydn recurre al Mi b mayor, tonalidad muy apropiada para ello, con coloraturas y una noble línea vocal, en la que Sandrina se debate entre sus sentimientos y la obligación del matrimonio con el supuesto marqués de Ripafratta.
Con el recitativo “Servo di Vosustrissima” comienza el desenlace de la ópera. El Finale: “Nel mille settecento” es la escena con falso notario (último disfraz de Vespina) más divertida y teatral de la historia de la ópera, ya hubo interesantes escenas similares anteriores y habrá también alguna secuela posterior (“Cosí fan tutte de Mozart”), pero el instinto teatral de Haydn y su proyección sinfónica lo hacen un caso especial e inimitable.
Este gran conjunto vocal es un prodigio de estructura en 4 secciones, con sus cambios de tempi, de carácter y de registros vocales. La primera sección, en tempo  moderato y en Do mayor, recurre a la parodia con voces fingidas (un viejo notario por parte de Vespina y Nanni su pomposo servidor) en estilo declamatorio mientras la orquesta a la manera de contracanto interpreta los temas musicales que corresponderían a los solistas. Tras una abrupta modulación, sin solución de continuidad, irrumpe la 2.ª sección a tempo muy rápido, en la que se desata el caos y sube la tensión dramática a un nivel casi beethoveniano, enfrentándose la pareja agraviada Filippo - Nencio con el resto de los personajes tras descubrirse el engaño. La 3.ª sección es breve; la primera frase hace alusión al primer recitativo de este acto (concretamente al accompagnato de “la vieja del proverbio”) en tempo lento y las siguientes en tempo muy agitado, describiendo a Filippo y a Nencio enfurecidos con Vespina. Finalmente la 4.ª sección, Allegro, es la coda final, realzada con trompas, trompetas y timbales, creando una sonoridad grandiosa con la que culmina esta gran obra maestra.

## Orquestación
La ópera tiene partitura para dos oboes, dos fagotes, dos trompas, dos trompetas, timbales, cuerdas y continuo.